# Leon Hoet
Leon Achiel Jerome Hoet (Lichtervelde, 10 september 1891 - Mene Grande, Venezuela, 1944) was zakenman, landmeter, ingenieur en architect. In Venezuela werd hij 'El constructor de Maracaibo' genoemd. 
In de eerste helft van de 20ste eeuw ontwierp hij prestigeprojecten die de grootheid van het dictatoriale regime moesten onderstrepen: de markt van Maracaïbo, het Baralt-theater, het museum Rafael Urdaneta en andere. 

## Kinderjaren en jeugd
Leon Hoet was de oudste zoon van Edward Hoet (1851-1928), veldwachter in Lichtervelde, en Leonie Dejaeghere (1864-1939) een winkelierster in hoeden, kant en garen. Vader Hoet vertelde in de huiskring vaak over de Verenigde Staten. Voor zijn huwelijk was hij zeven jaar in St. Louis geweest, waar hij aan de spoorweg werkte. In het huis met winkel van het echtpaar, in de Beverenstraat tegenover de brandweerkazerne, groeiden vier kinderen op: Leon, Jerome, Julia en Maurice. De twee oudste jongens studeerden even aan het Lodewijkscollege in Brugge. Op zijn zestiende behaalde Leon Hoet in Brugge een diploma van landmeter en hij werkte daarna twee jaar op de Brugse kantoren van het kadaster.

## Soldaat
Op 2 oktober 1911 werd hij onder de wapens geroepen en zoals vele West-Vlamingen werd hij bij het Vierde Linieregiment in Brugge ingedeeld. Na 583 dagen legerdienst, op 6 mei 1913, zwaaide hij af. In een vrolijke oorkonde bij het afzwaaien, stond de volgende dichtregel:

Lijden zullen wij nog vroeg of laat
Maar nimmer meer worden wij soldaat.
— Oorkonde, klas 1911.

## 'Vermist' tijdens de Eerste Wereldoorlog
De schrijver van het vers voorzag niet dat een jaar later alle weerbare mannen onder de wapens kwamen. Leon maakte met het Vierde Linieregiment de aftocht mee van de stellingen aan de Gete naar de Antwerpse fortengordel, die een maand stand zou houden. Hij verbleef in het fort van Walem, bij Mechelen. Vanuit Wommersom schrijft hij op 12 augustus 1914 naar zijn beste ouders.

Maandag namiddag moesten wij in aller haast vluchten uit de statie van Oplinter. Onze luitenant kapte de ijzerdraden door; hij was zo ontsteld dat hij niet wis wat hij deed. Rondom ons dreunt de grond van kanonslagen. Intussen komen de gekwetsten terug van het slagveld. Het was oprecht droevig. Spoedig kwam de mare dat wij ons naar het gevecht moesten begeven. Voor ons sloeg de rook der mitrailleusen en kanons in,  dikke zwarte wolken gaan de lucht in. Wij raasden van colère en stormden vooruit tot op 1500 meter van de Duitse troepen. Een obus ontploft 500 meter voor ons. Zonder versterking houden we stand. Maar welke slachting. Om onze ligging niet te verraden mochten wij niet schieten. U zeggen wat wij bemerkten is onzeggenlijk. Wij zagen velen eensklaps neerstorten om niet meer op te staan. Een jongen van Zedelgem stortte nevens mij neer, 2-3 uur later was hij een lijk. Hier lag een jong man, het been doorschoten, daar lag een sergeant de schouder ontwricht, ginder lag een lansier de borst doorreten. Verderop verloor een jongen de helft van zijn neus en zijn wang door een granaat. Wenend vertelde hij hoe de commandant nevens hem weggeschoten werd. Dit is ons eerste gevecht geweest. Tot nu toe heb ik nog geen slecht nieuws gekregen over de Lichterveldenaren. Ik geloof dat zij nog allen welvarend zijn.
— Getekend, uw liefhebbende zoon, Leon.

Regelmatig eindigden uitvallen in schermutselingen of in hevige gevechten. Drie Lichterveldenaars van het Vierde Linie, soldatenmakkers van Leon, sneuvelden: Jules Pollet, Jozef Degandt in september bij Antwerpen en Philippe Denys in oktober in Walem. De Lichterveldenaren Henri Ramboer (Tweede Jagers te Voet) en Odo Godderis (Tweede Linie) sneuvelden respectievelijk op 25 augustus in Eppegem en op 26 augustus in Weerde. 
Op 26 augustus 1914 beschreef Hoet in een briefje naar huis de gevechten rond Weerde en Zemst. Daarna raakte de familie Leons spoor bijster. Makkers verzekerden dat hij was gesneuveld. Later werd hij als vermist opgegeven.

## Naar Amerika
Leon Hoet was niet gesneuveld. In de laatste septemberdagen raakte hij bij de evacuatie van Antwerpen zijn eenheid kwijt en kwam hij zoals 40.000 andere soldaten in het neutrale Nederland terecht. Sommigen van hen vluchtten naar Engeland en belandden zo opnieuw in het Belgisch Leger. Hoet werd, zoals de meesten, ontwapend en geïnterneerd in afwachting van de beëindiging van de vijandelijkheden, maar zag kans om naar Noord-Amerika te trekken. Waarschijnlijk vluchtte hij onder een valse naam of kwam hij in een andere haven dan New York aan. In de migratieregisters van Ellis Island is hij niet te vinden.
Hoet zocht voorlopig geen contact met zijn familie, ging studeren en behaalde een ingenieursdiploma. Toen de VS zich in de oorlog mengden en de in Amerika verblijvende Belgen gemobiliseerd werden, vertrok Hoet naar het neutrale Venezuela.  
Na de oorlog, op 25 december 1918, schreef hij uit Maracaïbo een kerstbriefje aan zijn broer Jerome. De vreugde en de verbazing die de brief teweegbracht, was groot. Vader en veldwachter Hoet kon in de patriottische gemeente niet openlijk vertellen over zijn zoon die in leven bleef dankzij shell-shock, desertie of opportunisme. In zijn correspondentie bleef Leon voorzichtig om zichzelf en zijn familie niet te compromitteren. Zijn bezoek aan Lichtervelde in 1926 gebeurde in het geheim. Hij kon toen vaststellen dat zijn broer Jeroom Hoet het goed stelde en zorgde ervoor dat hij het jaar daarop vice-consul van Venezuela werd. Later werd Jeroom ook consul van Honduras en hij nam in 1952 deel aan een handelsmissie naar Centraal-Amerika en Zuid-Amerika.

## Een nieuw vaderland
Toen Leon Hoet in Venezuela aankwam, was dictator Juan Vicente Gomez sinds 1908 aan de macht en zou hij dit, met een paar onderbrekingen, blijven tot aan zijn dood in 1935. Hoet vond werk als ingenieur in de oliemaatschappij, Caribbean Petroleum Company, een dochter van Royal Dutch Shell. In de jaren 1910 ontdekte men in de streek van Maracaïbo olievoorraden en eind jaren 20 werd het land de grootste olie-exporteur in de wereld. 
In de vroege jaren 20 was Hoet hoofdingenieur van de olievelden rond Caracas, La Guayana en Puerto Cabello. Aanvankelijk verrichtte hij veldwerk, deed prospectie en organiseerde de inplanting van gebouwen. Drie jaar later had hij een eigen bureau, werkte hij met personeel en leidde hij alles in goede banen.

## Trouwen en bouwen
Eind 1924 vestigde hij zich in Mene Grande, op de oostelijke oever van het Maracaïbo-meer, en stichtte er zijn eigen ontwerpbureau onder de naam 'Oficina Técnica L J Hoet'. Tot dan was hij wegens zijn werk en het zaken doen vrijgezel gebleven. Hij was 35 toen hij trouwde met Eudoxia Linares Guerra uit de beau monde van Venezuela. In maart 1926 kregen ze een dochter, Edmee Therese. De eerste zoon werd geboren in oktober 1935. Het echtpaar had vier kinderen. 
Edmee, Leonie, Eduardo en Franklin.
In deze periode kreeg hij van Vicencio Perez Soto, gouverneur van de deelstaat Zulia, met Maracaïbo als hoofdstad, de prestigeprojecten die zijn naam als ontwerper vestigden. Toen een brand in 1927 de markthal van Maracaïbo verwoestte, ontwierp en bouwde Hoet tussen 1928 en 1931 een overdekte markt. Het staalskelet werd uit het Britse Birmingham geïmporteerd. Het gebouw bleef als zodanig in gebruik tot 1969, waarna het gerenoveerd werd en een cultureel centrum werd. In 1930 kreeg hij de opdracht om het buitenwerk van het Baralt-theater te ontwerpen, een art-nouveaugebouw van 16 meter hoog met drie verdiepingen, loges en 900 zitjes. In 1933 vormde hij het consultatiebureau voor tuberculozen om tot het museum Rafael Urdaneta. 
In 1944 stierf Leon aan een hartaanval. In België bleef hij onbekend tot Louis Michel, minister van Buitenlandse Zaken, hem in 2003 vermeldde in een toespraak over de Belgische architecten in Latijns-Amerika tijdens de eerste helft van de 20e eeuw: de Luikenaar Guillaume Wodon werkte in Mexico, de Brusselaar Charles de Moot in Argentinië en Léon Hoet in Maracaïbo in Venezuela.